# Zeltweg Luchthaven Circuit
Het Zeltweg Luchthaven Circuit is een voormalig circuit. Het circuit lag op de militaire luchthaven Zeltweg in Oostenrijk. Deze luchthaven is momenteel nog steeds in gebruik als militaire basis.
Het idee voor het circuit kwam van het Silverstone circuit in Engeland, dat ook is aangelegd op een voormalige legerbasis. In 1964 is er een Grand Prix Formule 1 verreden op het circuit. Vanwege de slechte conditie van de baan werd deze in 1969 reeds gesloten. Er werd op dat moment gestart met de aanleg van de Österreichring.